# 성모자상

산드로 보티첼리의 성모자상

성모자상(聖母子像)은 성모 마리아와 아기 예수를 함께 그린 기독교, 특히 서방 기독교의 도상을 말한다.

## 같이 보기
- 기독교 미술
- 피에타
- 테오토코스
- 과달루페의 성모